# Thungschneit

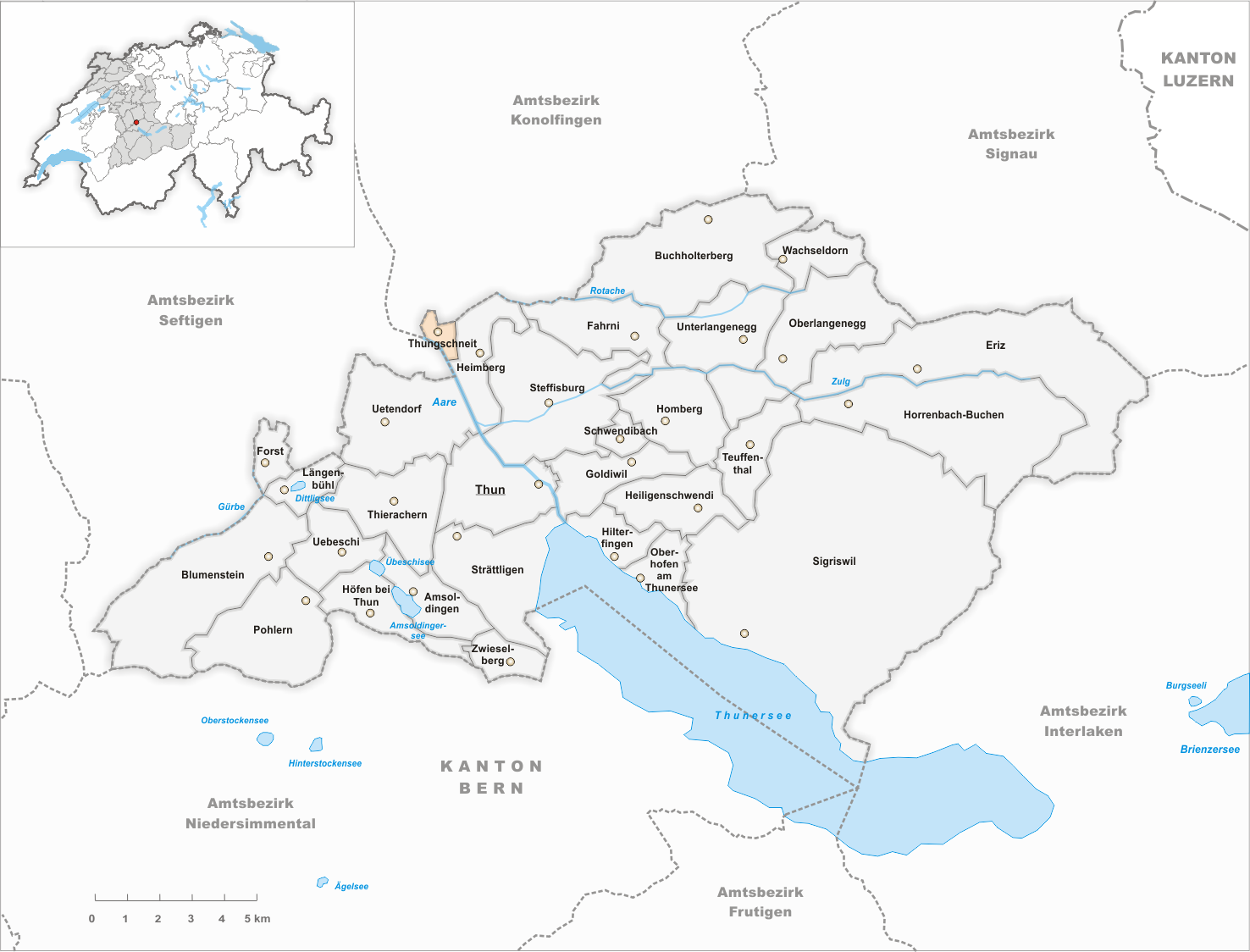
Gemeindestand vor der Fusion am 1. Januar 1869

Thungschneit war bis 1858 eine selbstständige politische Gemeinde im Amtsbezirk Thun des Schweizer Kantons Bern. 1869 fusionierte Thungschneit zur Gemeinde Heimberg.